# José María Vargas Vila
José María de la Concepción Apolinar Vargas Vila Bonilla, conhecido como José María Vargas Vila (Bogotá, 23 de junho de 1860 - Barcelona, 23 de maio de 1933), foi um escritor colombiano.
Com uma formação autodidata, participou em lutas políticas como jornalista, agitador público e orador. Vargas Vila caracterizou-se por suas ideias libertárias e críticas ao clero, às ideias conservadoras e ao imperialismo estadounidense. Muitas de suas ideias são próximas ao existencialismo e foram-se afirmando como libertárias, afinado ao anarquismo a tal ponto que ele mesmo se declarou anarquista.

## Biografia
José María Vargas Vila nasceu o 23 de junho de 1860 em Bogotá sendo filho do general José María Vargas Vila e de Elvira Bonilla.
Em sua juventude, exerceu a profissão de professor em Ibagué, Guasca, Anolaima e Bogotá.

### Trajectória militante e literária

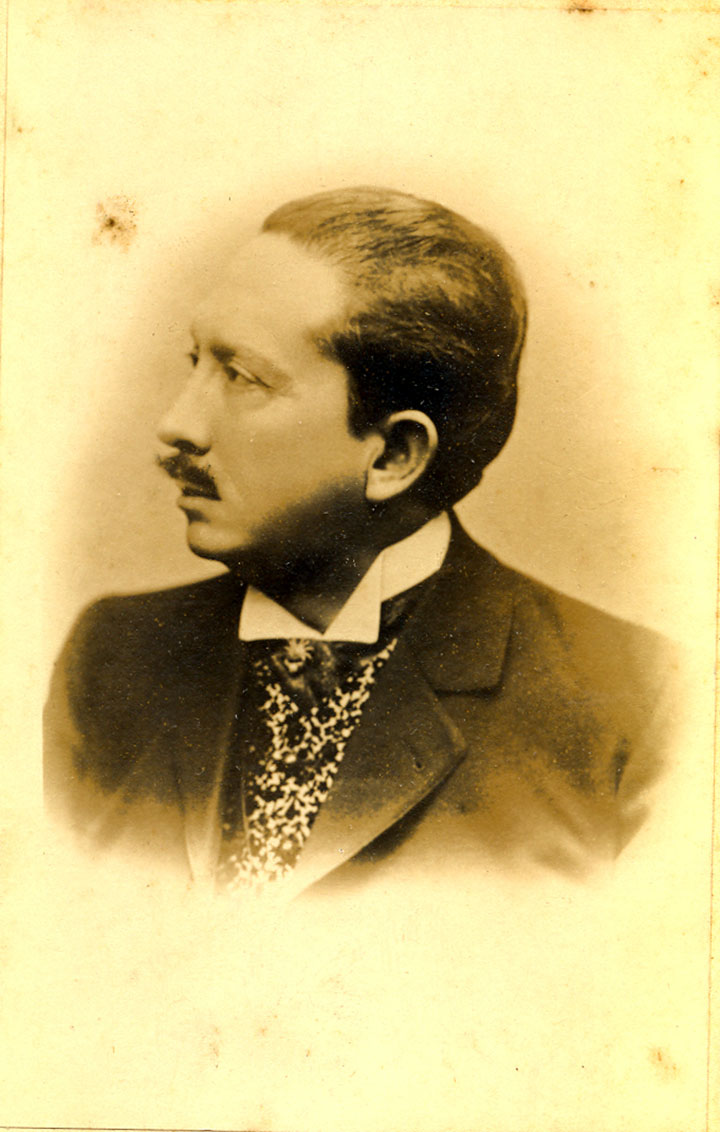
Vargas Vila no final do século XIX

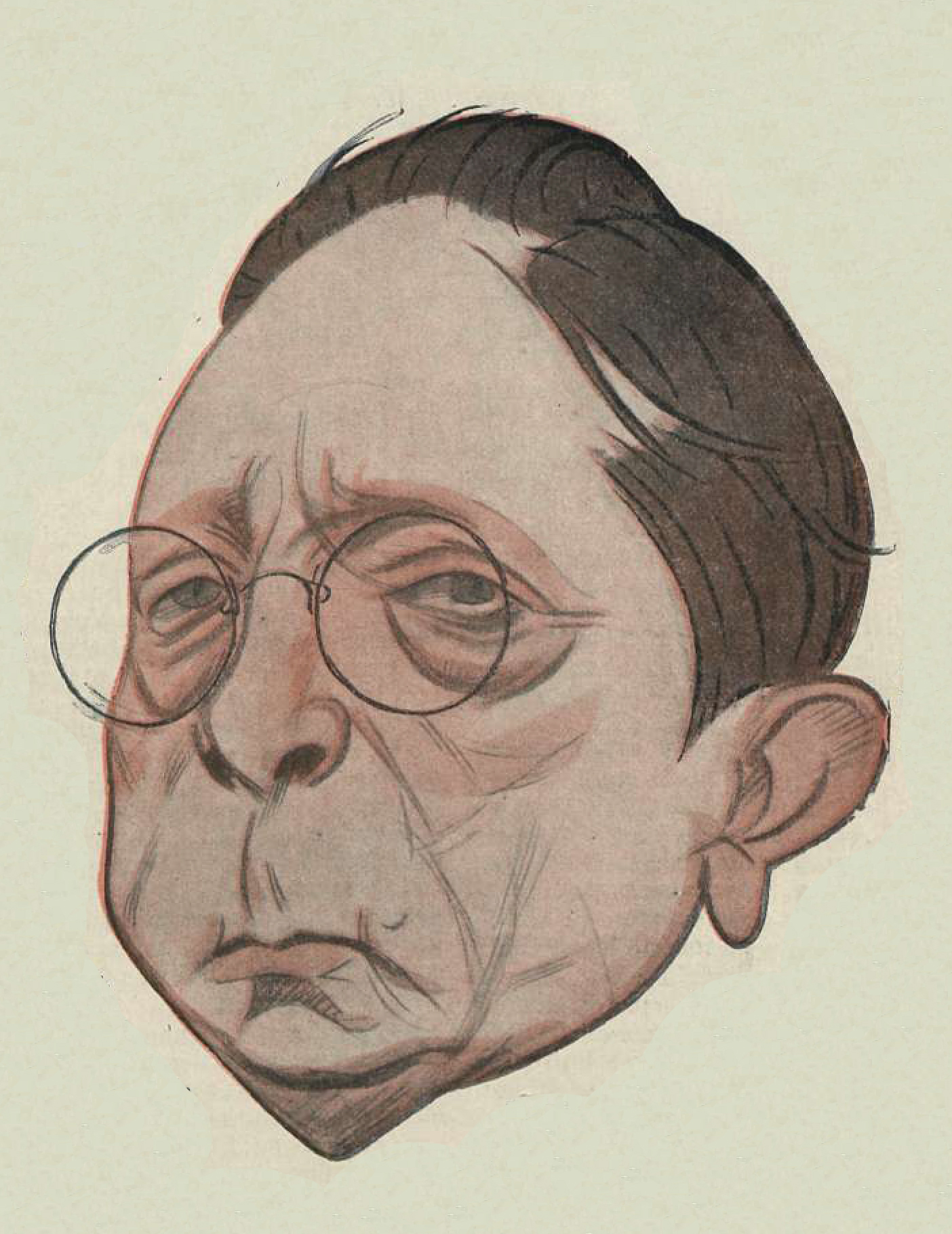
Caricaturizado por Tovar em Flirt (1922)

Vargas Vila participou na Guerra civil colombiana de 1884-1885 como soldado das tropas liberais radicais de Santos Deita. Depois da derrota liberal, refugiou-se na região dos Planos do Casanare onde o general Gabriel Vargas Santos lhe ofereceu recepção e asilo. Por sua atitude crítica, o presidente de Colômbia nessa época, Rafael Núñez, colocou um preço por sua cabeça, e se exiliaría em Venezuela em 1886.
Na cidade de San Cristóbal fundou e dirigiu revista-a Eco Andino junto a Diógenes Arrieta e Juan de Deus Uribe, em Caracas fundou a revista Os Refractarios, junto com outros radicais colombianos: Ezequiel Quartas, Avelino Rosas e Emiliano Herrera, perseguidos por Núñez. Sua fama de panfletario cresceria e expandir-se-ia com esses primeiros escritos que recolherá em Pretéritas.
Em 1887 publicou sua primeira novela Aura as violetas em que segue o modelo romântico e que fosse levada ao cinema em 1922.
Em 1889 encontrava-se em Curazao, onde pôde ter coincidido com o general Joaquín Crespo, que por essas mesmas datas se tinha visto forçado a se transladar às Antillas desde onde tentou invadir a Venezuela, o que lhe valeu o cárcere e eventual retiro da política. Paradoxalmente, o presidente Raimundo Andueza Palácio expulsa-o de Venezuela em 1891, de onde, parte a Nova York. Nessa cidade trabalhou na redação do jornal O Progresso e travou amizade com o escritor e independentista cubano José Martí. Depois fundou a Revista Ilustrada Hispanoamérica, na que publicou vários contos.
Em 1892 Joaquín Crespo à frente da Revolução Legalista entrou triunfante em Caracas e toma o poder. Vargas Vila viajou a Venezuela e ocupou o cargo de secretário privado de Crespo e conselheiro em assuntos políticos do novo regime. Crespo morreu dois anos mais tarde no combate da Mata Carmelera e Vargas Vila regressou novamente a Nova York em 1894.
Em 1898 foi nomeado pelo presidente do Equador, Eloy Alfaro como ministro plenipotenciario em Roma e é recordada sua negativa de ajoelhar-se ante o papa León XIII, ao afirmar: «não dobro o joelho ante nenhum mortal». Por causa da publicação de sua novela Ibis em 1900, foi excomulgado pela Santa Sé e recebeu a notícia com regozijo.
Em 1903 fundou em Nova York a revista Némesis, onde criticava ao governo colombiano de Rafael Reis e a outras ditaduras latinoamericanas, bem como às imposições do governo estadounidense, como a usurpación do Canal de Panamá e a Emenda Platt sobre Cuba. Em 1903 publicou nessa revista Ante os Bárbaros depois do qual o governo de Washington lhe obrigou a deixar Estados Unidos.
Em 1904, o presidente nicaragüense, José Santos Zelaya, designou a Vargas Vila como representante diplomático em Espanha, junto ao poeta Rubén Darío. Os dois foram integrantes da Comissão de Limites com Honduras ante o rei de Espanha, quem era então mediador no litigio. Mas essa missao durou pouco tempo; pois o colombiano cedo regressou à edição de seus livros e depois de breves estadias em Paris e Madri, assentou-se em Barcelona, onde iniciou, por acordo com a Editorial Sopena, a publicação de suas obras completas. Rubén Darío dedicou-lhe um par de poemas: Cleopompo e Heliodemo e Propósito primaveral.

### Fallecimiento
Vargas Vila faleceu depois de uma breve doença o 23 de maio de 1933 em sua residência da rua Salmerón de Barcelona. Em 1980 Jorge Valencia visitou a tumba de Vargas Vila, no cemitério das Corts. Então empreendeu a tarefa de repatriar os restos do escritor. É bem como estes chegam a Colômbia o 24 de maio de 1981, sendo sepultado no Cemitério Central de Bogotá.

## Obras
- Aura o las violetas. 1887
- Pasionarias, álbum para mi madre muerta. 1887
- Emma, Maracaibo. 1888 (numa publicação literária)
- Aura o las violetas, 1889
- Emma, 1889
- Lo irreparable. 1889
- Los Providenciales. 1892
- Flor de fango. 1895
- Ibis. 1900
- A la hora del crepúsculo. 1900?
- Alba roja, París. 1901
- Las rosas de la tarde. 1901
- Ante los bárbaros: el Yanki. He ahí el enemigo. 1902
- Copos de espuma. 1902
- Los divinos y los humanos.1904
- La simiente, París. 1906
- Laureles rojos. 1906
- El canto de las sirenas en los mares de la historia. 1906?
- Los Césares de la decadencia. 1907
- El camino del triunfo. 1909
- La república romana. 1909
- La conquista de Bizancio. 1910
- La voz de las horas. 1910
- Hombres y crímenes del Capitolio. 1910?
- El ritmo de la vida: motivos para pensar. 1911
- Huerto agnóstico; Cuadernos de un solitario. 1911
- Rosa mística; mes nouvelles. 1911
- Ibis. 1911? (novela, edição completa)
- Políticas e históricas (páginas escogidas). 1912
- El imperio romano. 1912?.
- Archipiélago sonoro, poemas sinfónicos. 1913
- Ars-verba. 1913
- En las zarzas del Horeb. 1913
- El alma de los lirios. 1914
- El rosal pensante. 1914
- La muerte del cóndor; del Poema de la tragedia y de la historia. 1914
- Los parias. 1914
- Verbo de admonición y de combate. 1914
- Pretéritas, Prólogo de R. Palacio Viso. 1915
- Clepsidra roja. 1915?
- En las cimas. 1915?
- La demencia de Job. 1916 (novela)
- Prosas selectas'. 1916
- María Magdalena. 1916? (novela)
- Ante los bárbaros (los Estados Unidos y la Guerra) el yanki: he ahí el enemigo 1917
- El cisne blanco (novela psicológica). 1917
- Eleonora (novela da vida artística). 1917
- Los discípulos de Emaüs (novela da vida intelectual). 1917
- María Magdalena novela lírica. 1917.
- Rubén Darío. 1917
- El huerto del silencio. 1917?
- Horario reflexivo. 1917?
- Los estetas de Teópolis. 1918
- Páginas escogidas. 1918
- La ubre de la loba, Barcelona. 1918?
- El minotauro. 1919
- Cachorro de león (novela de almas rústicas). 1920
- De los viñedos de la eternidad. 1920
- De sus lises y de sus rosas. 1920
- El final de un sueño. 1920
- Libre estética. 1920
- Salomé, novela poema. 1920
- Belona dea orbi. 1921
- El huerto del silencio. 1921
- Prosas-laudes, Barcelona. 1921
- Gestos de vida. 1922
- Mis mejores cuentos. 1922
- Saudades tácitas. 1922
- Némesis. 1923
- Antes del último sueño (páginas de un vademécum). 1924
- Mi viaje a la Argentina; odisea romántica. 1924?
- La cuestión religiosa en México. 1926
- Los Soviets. Com Carta-prólogo de D. Oscar Pérez Solís. 1926
- Odisea romántica; diario de viaje a la República Argentina. 1927
- Dietario crepuscular. 1928
- La novena sinfonía. 1928?
- Lirio negro. Germania. 1930
- Lirio rojo. Eleonora. 1930
- Sobre las viñas muertas. 1930
- Tardes serenas. 1930
- Lirio blanco. Delia. 1932
- El maestro. 1935
- El joyel mirobolante (desfile de visiones). 1937
- José Martí: apóstol-libertador. 1938
- El sendero de las almas: novelas cortas. sem data
- Históricas y Políticas. sem data
- Poemas sinfónicos, Barcelona. sem data
- Polen lírico, conferencias. sem data
- Sombras de Águilas. sem data